# Mr. Vendetta
Mr. Vendetta (복수는 나의 것?, Boksuneun na-ui geotLR, lett. "La vendetta è mia") è un film del 2002 diretto da Park Chan-wook.
Con questa pellicola ha inizio la cosiddetta trilogia della vendetta, portata avanti con il pluripremiato Old Boy nel 2003 e conclusa da Lady Vendetta nel 2005.

## Trama
Ryu è un giovane sordomuto che ha una sorella gravemente malata: la ragazza soffre molto e per sopravvivere necessiterebbe di un trapianto di rene. È stata inserita in lista d'attesa, ma l'organo più le spese di intervento costerebbero comunque una somma fuori dalla portata del ragazzo, che lavora come saldatore in una fabbrica. Purtroppo viene licenziato e la liquidazione ottenuta non è sufficiente a coprire le spese mediche, così decide di rivolgersi a dei trafficanti di organi, che operano abusivamente in un capannone abbandonato: questi ultimi promettono, in cambio della somma della liquidazione, di espiantargli un rene e di consegnargliene uno compatibile con il sangue della sorella, ma il giovane viene truffato: dopo l'intervento, si risveglia abbandonato a se stesso, dolorante e senza un rene.
Così, senza soldi né rene, Ryu, disperato, si confida con la sua ragazza e vicina Yeong-mi, la quale prima va su tutte le furie e poi idea un piano: rapire la figlia di Park Dong-jin, l'ex datore di lavoro del giovane, al fine di ottenere un riscatto da poter usare per l'operazione della sorella. L'ex capo di Ryu è un uomo molto ricco, freddo ed indifferente al dolore altrui: ad esempio un giorno, mentre sta tornando a casa in auto con la famiglia, di fronte a un uomo che lo ferma e lo supplica di ridargli il posto di lavoro, Park Dong-jin non si scompone, nemmeno quando l'ex dipendente, disperato, comincia ad infierire su se stesso infliggendosi ferite. Successivamente l'ex impiegato, in preda alla disperazione, ucciderà se stesso e la propria famiglia, avvelenando la cena con veleno per topi.
Dopo qualche iniziale titubanza, Ryu e Yeong-mi attuano il rapimento della figlia di Park Dong-jin, la quale si trova molto bene con loro, e inviano poi una foto della bambina al padre con la richiesta del riscatto. Quando la sorella di Ryu scopre che, per causa sua, il fratello non solo ha perso il lavoro, ma anche un rene, oltre a essersi messo nei guai con il rapimento della bambina (cosa di cui lei era inizialmente ignara, credendo che Ryu dovesse solo badare temporaneamente a lei), decide di suicidarsi. Il giovane, alla vista della sorella morta, si dispera e decide di andare a seppellirla vicino al letto di un fiume. Purtroppo, mentre la sta seppellendo, la bambina, rimasta in auto priva di sorveglianza, si addentra nelle acque per raggiungerlo, finendo però per annegare in quanto le sue urla non raggiungono il ragazzo sordomuto. 
Park Dong-jin, una volta ricevuta dalla polizia la notizia del ritrovamento del corpo di sua figlia e della causa di morte, si dispera e diventa folle di rabbia: vende la fabbrica (sua ragione di vita) dopo aver scoperto, grazie a un indizio nella foto del riscatto, che sono stati Ryu e Yeong-mi a rapire la bambina e parte in cerca di vendetta. Sul luogo dove è stata ritrovata la figlia, l'uomo trova il corpo della sorella di Ryu. Intanto questi e Yeong-mi si vendicano dei trafficanti di organi: il giovane riesce a rintracciare l'organizzazione, che opera in un altro capannone, e massacra i membri uno ad uno, rimanendo ferito. Park Dong-jin trova l'appartamento di Ryu, dove cattura Yeong-mi e la tortura per farsi dire dov'è il ragazzo; la giovane si rifiuta di rispondergli e lo minaccia, rivelando di far parte di un gruppo terroristico anarchico e affermando che, se lei morirà, l'organizzazione di cui fa parte troverà il suo assassino per vendicarla. Ma l'uomo non le crede e la uccide brutalmente.
Grazie alla propria astuzia Park Dong-jin, dopo aver braccato Ryu, riesce a catturarlo mediante una trappola. L'uomo, deciso ad avere la propria vendetta, conduce il giovane, legato, al fiume dov'è morta sua figlia, entra nelle acque con lui e, dicendogli che è incapace di perdonarlo, gli taglia i tendini d'Achille: non potendo più reggersi in piedi, Ryu cade sott'acqua e muore per annegamento. Quando Park Dong-jin, stremato, esce dal fiume per tornare alla propria auto, ne arriva un'altra, da cui scendono degli uomini armati: fanno parte dell'organizzazione terroristica nominata da Yeong-mi e, proprio come la ragazza aveva promesso, hanno rintracciato il suo assassino e lo uccidono.

## Riconoscimenti
- 2002 - Courmayeur Noir in festival
  - Premio speciale della giuria